# 書目檔
書目檔是指圖書資料經採購進館後，經由編目作業，而形成的完整機讀書目記錄存在書目資料庫中，即稱為書目主檔。書目檔是整合性圖書館自動化系統中最核心的檔案，它支持圖書館所有作業的進行，包括採訪、編目、期刊處理、流通、線上公用目錄查詢（含WebPAC查詢功能）及參考服務暨文獻傳遞等。書目主檔最主要功用是可保存完整的書目記錄，且可將圖書資料於圖書館內的作業情況加以紀錄，如採購中、編目中，以幫助讀者了解所需資料在圖書館的動向，而由書目主檔顯示資料的功能，亦可作為各圖書館工作統計之依據。

## 書目控制與書目檔
「書目控制」指人類資訊紀錄（Recorded information）按照既定標準組織或編排、以利檢索的過程。書目控制涵蓋所有書目活動，包括各種書目紀錄、書目檔及書目資料庫的建立及維護。用於書目控制的工具稱為書目檔，若為自動化，稱為書目資料庫。書目檔或書目資料庫的基本單位稱為書目紀錄。書目檔最常見的類型包括書目、索引及目錄，各有不同的形式，視其涵蓋的資料範圍、每一筆書目紀錄所包含的資訊量、書目紀錄的組織及檢索方式而定。